# Bisaltes venezuelensis
Bisaltes venezuelensis är en skalbaggsart som beskrevs av Stefan von Breuning 1943. Bisaltes venezuelensis ingår i släktet Bisaltes och familjen långhorningar.
Artens utbredningsområde är Venezuela. Inga underarter finns listade.